# Diccionari ideològic
Un diccionari ideològic és un diccionari que facilita la cerca segons temes o camps semàntics, cosa que permet recollir les paraules que tenen un significat semblant o que pertanyen a un mateix tema. Es basa en la relació del pensament i el llenguatge, centrant-se així en els significats de les paraules i expressions d'una llengua.

## Característiques
Les paraules estan ordenades per àrees de significat o camps semàntics, que es componen en un conjunt de mots que pertanyen a un mateix conjunt de significació o a una mateixa àrea de la nostra experiència. Aquest agrupament de paraules que pertanyen a una mateixa idea facilita la comprensió activa d'una llengua, pel fet que es relacionen tant les paraules que s'utilitzen diàriament, com aquelles altres que són reconegudes, però que no s'utilitzen de manera quotidiana.
Les paraules es localitzen segons la seva associació a una idea, partint d'idees generals fins a concretar-se en una llista de paraules. A diferència del diccionari tesaurus, on les paraules es relacionen amb d'altres que tenen alguna relació.
Per exemple, per buscar el nom d'un color verd que no recordem, es busca en el grup “naturalesa”, dins d'aquest, en el grup “llum”, dins d'aquest, en el grup “color”, i finalment en el grup “verd”, on trobem els noms de diferents tonalitats de verd.

## Exemples
En català trobem el Breu diccionari ideològic de Xavier Romeu, de caràcter escolar i que divideix el lèxic en vint camps semàntics, no inclou definicions però sí il·lustracions. El Diccionari ideològic d'Ernest Sabater, que conté 12000 mots agrupats en blocs ideològics, i el Diccionari ideològic de la llengua catalana de Raimon Cuixart, obra pionera en llengua catalana.
En castellà, el Diccionario ideológico de la lengua española de Julio Casares, publicat l'any 1942, obra sense precedents en la llengua espanyola. Segueix el precedent d'altres diccionaris ideològics en altres llengües, com el Thesaurus de Marx Roget en anglès (1852) i De Boissière en francès (1862).
En aquesta obra de Julio Casares es poden tant buscar els significats de les paraules que es desconeixen, com en qualsevol altre diccionari (funció descodificadora); com també arribar a l'expressió o oració que es necessita per expressar quelcom, a partir de conceptes generals o termes afins (funció codificadora). L'obra consta de tres parts: una primera exposa el pla de l'obra; la segona és analògica i agrupa les paraules en trenta-vuit categories i les seves corresponents subdivisions; i la tercera ordena de manera alfabètica més de 100.000 referències que defineixen els significats agrupats en la part segona analògica.